# Клаудио Бјађо
Клаудио Бјађо (2. јул 1967) бивши је аргентински фудбалер.

## Каријера
Током каријере играо је за San Lorenzo de Almagro, Бордо, CA Colón и многе друге клубове.

## Репрезентација
За репрезентацију Аргентине дебитовао је 1995.

## Статистика
| Аргентина | Аргентина | Аргентина |
| Год.      | Ута.      | Гол.      |
| --------- | --------- | --------- |
| 1995      | 1         | 0         |
| Укупно    | 1         | 0         |